# ساندرا براينت
ساندرا براينت (بالإنجليزية: Sandra Bryant)‏ هي ممثلة بريطانية، ولدت في 30 سبتمبر 1945 في Edgware ‏ في المملكة المتحدة.

## وصلات خارجية
- ساندرا براينت على موقع IMDb (الإنجليزية)